# Aleksandr Volkov (tennista)
Aleksandr Vladimirovič Volkov, accreditato come Alexander Volkov dalla ATP (in russo Александр Владимирович Волков?; Kaliningrad, 3 marzo 1967 – Kaliningrad, 19 ottobre 2019), è stato un tennista sovietico, dal 1991 russo.

## Biografia
Divenuto professionista nel 1988, si aggiudicò il primo titolo nel 1991 a Milano battendo in finale Cristiano Caratti. Sempre in quell'anno raggiunse le semifinali a Båstad, Basilea, Tolosa e nella Kremlin Cup a Mosca.
Nel 1992, dopo aver sconfitto tra gli altri Goran Ivanišević e Brad Gilbert, si spinse fino ai quarti di finale degli US Open dove nulla poté contro Pete Sampras: perse infatti in tre rapidi set (6-4, 6-1, 6-0).
Aprì il 1993 facendo suo il torneo di Auckland, successivamente giunse in semifinale a Rotterdam, Indian Wells, Durban, Rosmalen e soprattutto agli US Open dove venne nuovamente fermato da Pete Sampras. In quell'anno salì in classifica alla quattordicesima posizione.
Nel 1994, dopo aver aperto la stagione con la finale di Adelaide persa contro il connazionale Evgenij Kafel'nikov,  vinse il terzo e ultimo torneo della sua carriera, a Mosca.
Nel 1998 annunciò il ritiro. Dopo il ritiro dalle competizioni fu coach di Marat Safin. 
Morì improvvisamente nel 2019, all'età di 52 anni.

## Curiosità
- Pur essendo destrimane Volkov giocava da mancino. Dopo aver iniziato a giocare a tennis con la destra fu costretto da adolescente a cambiare mano, essendosi rotto la spalla a causa di una caduta in un burrone. L'incidente lo aveva quasi convinto a cambiare sport ma con grande forza di volontà divenne professionista impugnando la racchetta con la sinistra.

## Statistiche

### Singolare

#### Vittorie (3)
| Nº | Data             | Torneo                  | Superficie | Avversario della finale | Risultato |
| -- | ---------------- | ----------------------- | ---------- | ----------------------- | --------- |
| 1. | 10 febbraio 1991 | Milan Indoor, Milano    | Sintetico  | Cristiano Caratti       | 6-1, 7-5  |
| 2. | 17 gennaio 1993  | Heineken Open, Auckland | Cemento    | MaliVai Washington      | 7-6, 6-4  |
| 3. | 13 novembre 1994 | Kremlin Cup, Mosca      | Sintetico  | Chuck Adams             | 6-2, 6-4  |

#### Finali perse (8)
| Nº | Data             | Torneo                                             | Superficie | Avversario della finale | Risultato     |
| -- | ---------------- | -------------------------------------------------- | ---------- | ----------------------- | ------------- |
| 1. | 19 febbraio 1989 | Milan Indoor, Milano                               | Sintetico  | Boris Becker            | 1-6, 2-6      |
| 2. | 17 giugno 1990   | Continental Grass Court Championships, Rosmalen    | Erba       | Amos Mansdorf           | 1-6, 4-6      |
| 3. | 15 ottobre 1990  | European Indoor Championships, Berlino             | Sintetico  | Ronald Agénor           | 6-4, 1-6, 7-5 |
| 4. | 5 gennaio 1992   | Wellington Classic, Wellington                     | Cemento    | Jeff Tarango            | 1-6, 0-6, 3-6 |
| 5. | 1º marzo 1992    | ABN AMRO World Tennis Tournament, Rotterdam        | Sintetico  | Boris Becker            | 6-7, 6-4, 2-6 |
| 6. | 5 aprile 1992    | South African Open, Johannesburg                   | Cemento    | Aaron Krickstein        | 4-6, 4-6      |
| 7. | 9 gennaio 1994   | Australian Men's Hardcourt Championships, Adelaide | Cemento    | Evgenij Kafel'nikov     | 4-6, 3-6      |
| 8. | 2 febbraio 1997  | Shanghai Open, Shanghai                            | Sintetico  | Ján Krošlák             | 2-6, 6-7      |

### Doppio

#### Finali perse (3)
- 1991: Mosca (con Andrej Čerkasov)
- 1993: Auckland (con Alex Antonitsch)
- 1996: Long Island (con Hendrik Dreekmann)